# 밴브리지

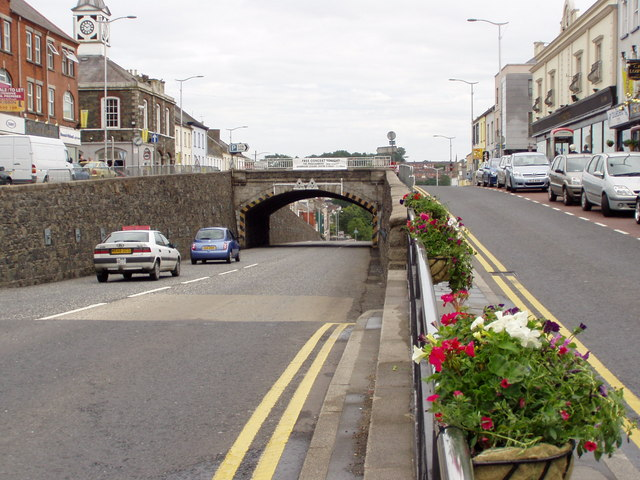
밴브리지

밴브리지(영어: Banbridge, 아일랜드어: Droichead na Banna)는 북아일랜드 다운주의 도시로 인구는 16,653명(2011년 기준)이다.